# Rhynchagris vicaria
Rhynchagris vicaria är en stekelart som först beskrevs av Hermann Stadelmann 1898.
Rhynchagris vicaria ingår i släktet Rhynchagris och familjen Eumenidae. Utöver nominatformen finns också underarten Rhynchagris vicaria luteopicta.